# XXIIe législature du royaume d'Italie

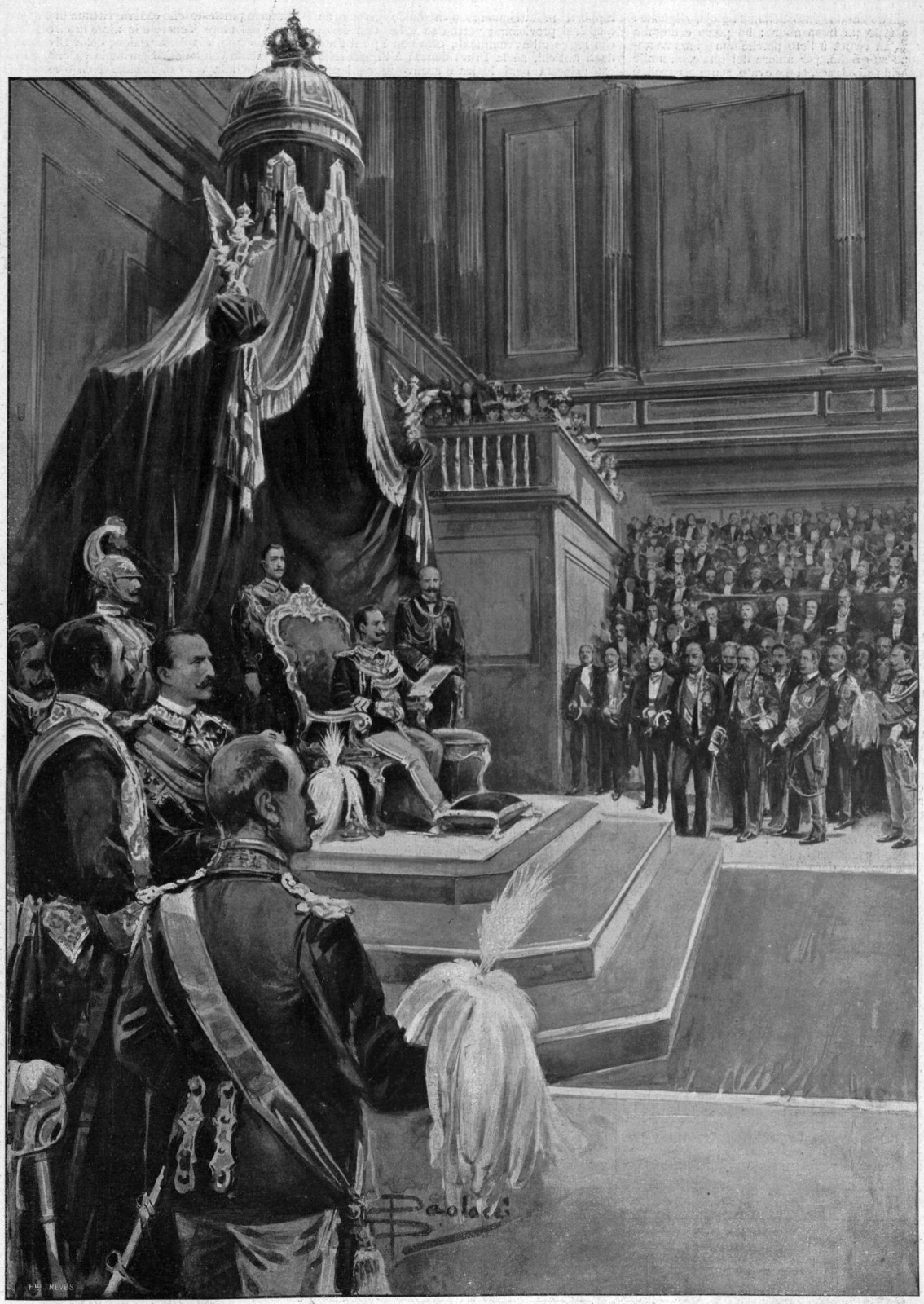
Inauguration de la 22e législature - Discours de la Couronne.

La XXIIe législature du royaume d'Italie (en italien : La XXII Legislatura del Regno d'Italia) est la législature du royaume d'Italie qui a été ouverte le 30 novembre 1904 et qui s'est fermée le 8 février 1909. 

## Gouvernements
- Gouvernement Giolitti II
  - Du 3 novembre 1903 au 12 mars 1905
  - Président du conseil des ministres : Giovanni Giolitti (Gauche historique)
- Gouvernement Tittoni
  - Du 12 mars 1905 au 27 mars 1905
  - Président du conseil des ministres : Tommaso Tittoni (Droite historique)
- Gouvernement Fortis I
  - Du 28 mars 1905 au 24 décembre 1905
  - Président du conseil des ministres : Alessandro Fortis (Gauche historique)
- Gouvernement Fortis II
  - Du 24 décembre 1905 au 8 février 1906
  - Président du conseil des ministres : Alessandro Fortis (Gauche historique)
- Gouvernement Sonnino I
  - Du 8 février 1906 au 29 mai 1906
  - Président du conseil des ministres : Sidney Sonnino (Droite historique)
- Gouvernement Giolitti III
  - Du 29 mai 1906 au 11 décembre 1909
  - Président du conseil des ministres : Giovanni Giolitti (Gauche historique)

## Président de la chambre des députés
- Giuseppe Marcora
  - Du 30 novembre 1904 au 10 mars 1906
- Giuseppe Biancheri
  - Du 10 mars 1906 au 30 janvier 1907
- Giuseppe Marcora
  - Du 2 février 1907 au 8 février 1909

## Président du sénat
- Tancredi Canonico
  - Du 30 novembre 1904 au 20 mars 1908
- Giuseppe Manfredi
  - Du 20 mars 1908 au 8 février 1909